# Ben Johnson (herec)
Francis Benjamin Johnson Jr. (13. června 1918 Oklahoma, USA – 8. dubna 1996 Mesa, Arizona, USA) byl americký filmový a televizní herec, kaskadér a mistr světa v rodeu.

## Životopis
Ben Johnson se narodil 13. června 1918 ve státě Oklahoma, jako syn irského rančera a cherokeejské matky. Po absolvování základní školy jej objevil americký producent Howard Hughes, který jej následně obsadil do svého filmu Odmetnik (1943). Následně začal pracovat jako filmový kaskadér. Zastupoval herce Johna Wayna, Garyho Coopera a nebo Jamese Stewarta. 
Později jej oslovil režisér John Ford, který mu dal v nadcházejícím filmu Vůdce karavany (1950). Od filmů nakrátko upustil a stal se mistrem světa v rodeu, kterému se věnoval celý život. Po návratu si zahrál například ve filmech Rio Grande (1950), Shane (1953), nebo Křivák (1961). Obdržel Oscara, cenu BAFTA a Zlatý Globus za roli Sama Liona ve filmu Petera Bognadoviche Poslední představení z roku 1971.
Jeho manželkou byla Carol Elaine Jones, se kterou žil od roku 1941 až do její smrti v roce 1994. Ben Johnson zemřel při návštěvě své matky, která žila v komunitě důchodců v Mese, ve státě Arizona dne 8. dubna 1996 na infarkt ve věku 77 let.

## Filmografie (výběr)

### Filmy
- Odmetnik (1943)
- Měla žlutou stužku (1949)
- Mocný Joe Young (1949)
- Vůdce karavany (1950)
- Rio Grande (1950)
- Shane (1953)
- Křivák (1961)
- John Chisum (1970)
- Poslední představení (1971)
- Útěk (1972)
- Sugarlandský expres (1974)
- 700 mil v sedle (1975)
- Roj (1978)
- Vlak hrůzy (1980)
- Rudý úsvit (1984)
- Radio Flyer (1992)
- Andělé (1994)
- Večernice (1996)